# بحيرة الجنود
بحيرة الجنود تقع بحيرة الجنود 75 ميلا (121 كم) جنوب شرق سارية العلم في ولاية أريزونا. تتم المحافظة على هذه المرافق من قبل كوكونينو الوطنية للغابات من دائرة الغابات في وزارة الزراعة.

## وصلات خارجية
- Arizona Fishing Locations Map
- Arizona Boating Locations Facilities Map
- Video of Soldiers Lake